# Украинец (Курганская область)
Украинец — деревня в Звериноголовском районе Курганской области. Входит в состав Звериноголовского сельсовета.

## География
Расположена между озёр, на западе озеро Хохлы, на востоке озеро Никольское; примерно в 8 км к югу от села Звериноголовского.

### Часовой пояс
Украинец, как и вся Курганская область, находится в часовой зоне МСК+2. Смещение применяемого времени относительно UTC составляет +5:00.

## История
По словам местных жителей, первым поселившимся переселенцем между двух озёр был человек украинской национальности, и пошло название Украинец. В годы советской власти жители работали в Алабугском зерносовхозе, затем в Звериноголовском плодово-ягодоводческом совхозе. Эмблема была яблочко с двумя листочками, как крылышками в круге. Проживали русские, украинцы, казахи, татары, немцы.

## Население
| 1989 | 2002 | 2010 | 2021 |
| ---- | ---- | ---- | ---- |
| 479  | ↘431 | ↘331 | ↘226 |

Национальный состав
- По переписи населения 2002 года проживало 431 человек, из них русские — 75 %.

## Памятник
В 1970 году установлен обелиск. На нем установлен орден Отечественной войны. В фундамент заложена капсула со списками погибших.

## Инфраструктура
Вблизи деревни расположен российский круглосуточный автомобильный пограничный пункт пропуска. Действует только для граждан России и Казахстана.